# Miękinia
Miękinia es una villa polaca atravesada por el Río Miękinia, que cuenta con una población de aproximadamente 1.255 habitantes.
- Wikimedia Commons alberga una categoría multimedia sobre Miękinia.

- Datos: Q6885084
- Multimedia: Miękinia, Lesser Poland Voivodeship / Q6885084

1. ↑  Worldpostalcodes.org,código postal n.º 32-065.